# ダイハツ・トール
トール（THOR）はダイハツ工業が製造・販売しているトールワゴン型のコンパクトカー（小型乗用車）である。

## 概要
コンパクトな外形寸法とすることで小型乗用車でありながら軽自動車と同等の取り回し性と広い室内空間を実現しており、同社の軽乗用車であるムーヴやタントなどでも採用されている高剛性ボディや、Dサスペンションなども採用されている。
なお、本車種は親会社であるトヨタ自動車やSUBARU（旧・富士重工業）にもOEM供給され、トヨタ自動車では「ルーミー」と「タンク」として、SUBARUでは日本市場では約21年11ヶ月ぶりの車名復活となる「ジャスティ」としてそれぞれ発表され、軽自動車を除く国内向け小型自動車として、史上初の4姉妹車種（タンクの販売終了により現在では3姉妹）となった。

### 機構・メカニズム
エンジンはNA仕様の1KR-FE型とターボ仕様の1KR-VET型の2種類が用意される。1KR-FE型は最終減速比をローギアード化して軽快な加速感を実現するとともに、アクセルペダルの踏み込み量に対するスロットルバルブ制御（開度）を変更したことで、加速時や登坂時における動力性能を向上した。1KR-VET型は新開発の1.0 Lターボエンジンで、1.3 L - 1.4 Lエンジンに相当する72 kW（98 PS）の最大出力と、1.5 Lエンジンに相当する140 N・m（14.3 kg・m）の最大トルクを2,400 - 4,000 rpmの幅広い回転域で発揮するほか、ステアリングホイールに設けられたスイッチで、スロットル操作に対して優れたレスポンスをもたらすスポーツモード（ターボ車）/パワーモード（NA車）に切替が可能である。
4WDモデルは、ビスカスカップリングを用いたパッシブオンデマンド方式の四輪駆動（スタンバイ四駆）となる。
また、停車前アイドリングストップ機能「eco IDLE（エコアイドル）」や樹脂化ボディなどを採用したほか、空力ドアミラー・ルーフスポイラー・エアロワイパー&空力フードヒンジカバーなどの採用により風流れをコントロールして走行抵抗の低減を実現したことで低燃費性能も実現しており、エンジン・駆動方式を問わず、全車が平成32年度燃費基準を達成している。
Dサスペンションは高速直進時の安定性や操舵時のロール抑制を図るためトール用に新たに調整されたほか、全車にフロントスタビライザーを標準装備し、ターボ車はリアにもスタビライザーを装備している。
安全性能については、SRSサイドエアバッグ（運転席/助手席）とSRSカーテンシールドエアバッグ（前後席）をオプション設定したほか、ダイハツの小型乗用車では3代目ブーンに次いでの採用となる衝突回避システム「スマートアシストII（以下、スマアシII）」を採用。さらに、シートベルト閉め忘れ警告灯（全席）、エマージェンシーストップシグナル、オートライトを標準装備したほか、廉価グレード以外にはクルーズコントロールも装備する。

### デザイン
外観はガラスエリアを前後に吹き抜けるデザインとし、フロントからサイドまでまっすぐ伸び、リアへ駆け上がるサーベルをモチーフとしたキャラクターラインを採用。リアはボディサイドと連動した立体造形となっており、リアランプとハイマウントストップランプにはLEDを採用。LEDハイマウントストップランプは後方からの視認性とデザイン性を兼ねる大型導光式を採用している。なお、2020年9月のマイナーチェンジ以前の姉妹車との比較では標準系はタンクの、カスタム系はルーミーのデザインとそれぞれ共通とし、ジャスティの設定とは逆になっている。
内装は直線的なラインと平面で構成され、インパネは水平に広がるデザインとしている。メーターは運転席前に配置し、見晴らしをよくするためフードを低く抑えた。また、インパネ・メータークラスター・ドアトリムにはステッチを用いたレザー表現とした。
フロントフェイス・LEDリアランプ・内装は標準車とカスタムで異なり、標準車は薄い切れ長デザインのランプグリル、大開口アンダーグリル、シャークフィンのように見せるバンパー下部デザインで構成されたフロントフェイスで、LEDリアランプはブロックライン発光の縦長タイプを採用。内装はオレンジのアクセント色を配し、シートにはエンボス加工を施した。カスタムは重厚デザインのメッキグリルやボディ同色のフロントスポイラーを装備したフロントフェイスで、ヘッドランプやフォグランプにもLEDを採用。LEDリアランプはクリアレンズの虚像を用いた3Dタイプを採用する。内装はブラックを基調にテックブルーのアクセント色とシルバー加飾を配し、シートには撥水加工を施した。
ボディカラーは新規色の「インペリアルゴールドクリスタルメタリック（メーカーオプション）」、「レーザーブルークリスタルシャイン」2色を含む9色を設定し、カスタムには、2トーン色5色も設定している。

### 年表
- 2016年
  - 11月9日 - 発表・販売開始[1]。キャッチフレーズは「家族に絶妙 新サイズ」で、CMソングはレキシ「きらきら武士 feat.Deyonna」[注 5]。
    - グレード体系は、UVカット機能付ガラス（フロントドア・フロントクォーター）、ウレタン3本スポークステアリングホイール（メッキオーナメント加飾付）、単眼メーター、LCDマルチインフォメーションディスプレイ、材着センタークラスターパネル、マニュアル（ダイヤル式）エアコンなどを装備した普及仕様「X」、ドアミラーターンランプ、ピラーブラックアウト、ステアリングスイッチ（TFTカラーマルチインフォメーションディスプレイ操作）、クルーズコントロール、リアスピーカーなどを装備し、フロントドア・フロントクォーターガラスをスーパーUV&IRカット機能付に[注 6]、メーターをタコメーター付自発光式2眼に、マルチインフォメーションディスプレイをTFTカラーに、エアコンをオート（プッシュ式）に、パワースライドドア（ワンタッチオープン機能・予約ロック機能付）を両側にそれぞれグレードアップした上級仕様「G」及びターボ車の「Gターボ」、フロントチンスポイラー、LEDヘッドランプ（オートレベリング機能・LEDクリアランスランプ付）、LEDフォグランプ（LEDイルミネーションランプ付）、シートバックポケット（助手席）、フロントツイーター、アルミホイールなどを装備し、カラードバンパー（フロント）とメッキフロントグリルを専用デザインに変更し、ステアリングホイールを本革3本スポーク（メッキオーナメント・シルバー加飾付）にグレードアップしたドレスアップモデルの「カスタムG」及びターボ車の「カスタムGターボ」の5グレードが設定される。NA車の「X」・「G」・「カスタムG」はスマアシIIの有無を選択可能で、スマアシII付は「X"SA II"」・「G"SA II"」・「カスタムG"SA II"」となる。また、ターボ車の「Gターボ」と「カスタムGターボ」はスマアシIIが標準装備されるため、「Gターボ"SA II"」・「カスタムGターボ"SA II"」となる。
    - 同時にトヨタ自動車へのOEM供給を開始。同社では「ルーミー」と「タンク」の車種名で販売される。

  - 11月21日 - 富士重工業へのOEM供給を開始。同社では「ジャスティ」の車種名で販売される。
- 2017年
  - 10月 - CMキャラクターが濱田岳に変更。キャッチフレーズは「これが噂のトールサイズ」。
- 2018年
  - 5月10日 - 「販売会社特別仕様ベース車両（カタログ上での名称は「G"リミテッド SA II"」）」とカスタム用のディーラーオプション「エアロスタイリッシュパック」の設定が発表され、「エアロスタイリッシュパック」の販売が開始された[2]。
    - 「販売会社特別仕様ベース車両」は、「G"SA II"」をベースに、カタロググレードではカスタムに採用されているLEDヘッドランプ（オートレベリング機能・LEDクリアランスランプ付）、LEDフォグランプ（LEDイルミネーションランプ付）、ドアアームレスト（シルバー加飾付）が装備され、インナードアハンドルをメッキに、センタークラスターパネルをシルバー加飾付ピアノブラック塗装に、オートエアコンパネルをピアノブラック塗装にそれぞれ変更される。また、通常はカスタム専用となっている2トーンカラーも「ブラックマイカメタリック」との組み合わせが3色特別設定される。なお、このベース車両単体ではなく、ディーラーオプションなどが追加されたディーラーオリジナルの特別仕様車として設定・販売される。
    - 「エアロスタイリッシュパック」は、メッキガーニッシュ（グリル・フォグランプ・リアリフレクター）とリアロアスカートに、新たに設定されたサイドストーンガードとシートカバー（本革風×スエード調）を加えてセット化したものである。

  - 11月1日 - 一部改良[3]。
    - 既採用の衝突回避支援システムを「スマートアシストIII（以下、スマアシIII）」に変更し、スマアシIII搭載車には前後コーナーセンサーも標準装備した。また、グレード体系が変更され、スマアシ付グレードは名称を"SA II"から"SA III"に変更するとともに、「G"SA III"」及び「カスタムG"SA III"」へ統合の為、「G」、「カスタムG」が廃止された。
    - ボディカラーも変更となり「フレッシュグリーンメタリック」、「インベリアルゴールドクリスタルメタリック（オプションカラー）」[注 7]と入れ替えで「ファイアークォーツレッドメタリック」、「ブリリアントカッパークリスタルマイカ（オプションカラー）」[注 8]が追加され、カスタム専用の2トーンカラーもモノトーン色同様に入れ替えとなった。これらに加え「ブライトシルバーメタリック×ファインブルーマイカメタリック」と入れ替えで「ブラックマイカメタリック×パールホワイトⅢ」が新設定された。
    - 併せて、特別仕様車「G"リミテッド SA III"」と「カスタムG"リミテッド SA III"」も発売された。「G"SA III"」及び「カスタムG"SA III"」をベースに、「パノラマモニター&純正ナビ装着用アップグレードパック」と「コンフォータブルパック」を特別装備し、更に「G"リミテッド SA III"」はカスタムに採用されているシルバー加飾付ピアノブラック塗装のセンタークラスターパネル、ピアノブラック調のエアコンパネル、メッキのエアコンレジスターノブとインナードアハンドルも特別装備され、ドアトリムのシルバー加飾を追加。また、カスタム専用の2トーンカラーも設定可能となる。
- 2019年10月1日 - 特別仕様車「G"リミテッドII SA III"」、「カスタムG"リミテッドII SA III"」を発売[4]。
  - 2018年11月に発売された「G"リミテッド SA III"」、「カスタムG"リミテッド SA III"」のバージョンアップ仕様で、「リミテッド SA III」での特別装備内容に加えて、メッキドアアウターハンドルとトップシェイドガラスが特別装備され、「G"リミテッドII SA III"」にはLEDヘッドランプも特別装備された。
- 2020年9月15日 - マイナーチェンジ[5]。キャッチフレーズは「ALL COOL THOR」で、CMキャラクターは柄本佑に変更された。CMソングは黒田卓也「Do No Why」。
  - スマアシが全車標準装備となったことにより、グレード体系は「X"SA III"」を「X」に統合するとともに、「G"SA III"」と「カスタムG"SA III"」は2018年11月の一部改良に伴う廃止以来のグレード名称復活となる「G」と「カスタムG」に改名され、「Gターボ"SA III"」と「カスタムGターボ"SA III"」も「Gターボ」と「カスタムGターボ」にそれぞれ改名された。
  - スマアシが改良され、ステレオカメラを2代目タフトに採用された改良型に変更し、衝突警報機能や衝突回避支援ブレーキ機能に夜間歩行者検知と追従二輪車検知に対応するとともに、検知距離と対応速度を向上。併せて、ブレーキ制御付誤発進抑制機能（前方・後方）、路側逸脱警報機能、ふらつき警報、標識認識機能（進入禁止、一時停止、最高速度）が新たに装備され、カスタムではADB（アダプティブドライビングビーム）、サイドビューランプ、全車速追従機能付ACC（アダプティブクルーズコントロール）も装備された（全車速追従機能付ACCは「G」・「Gターボ」にもオプションで装備可能）。ボディカラーは「マゼンタベリーマイカメタリック」と「ファインブルーマイカメタリック」を廃止し、新色の「コンパーノレッド（メーカーオプション）」[注 9]と「ターコイズブルーマイカメタリック」を追加。カスタム専用の2トーンカラー（メーカーオプション）も「ブラックマイカメタリック×マゼンタベリーマイカメタリック」を廃止する替わりに「ブラックマイカメタリック×コンパーノレッド」と「ブラックマイカメタリック×ターコイズブルーマイカメタリック」を追加し、6種類に拡大した。
  - 外内装においては、トール・トールカスタム共通でフロントバンパーとグリル、センタークラスターパネルが新意匠に変更され、シート形状も変更。このほか、トールでは14インチフルホイールキャップを新意匠に変更され、内装色はブラウンのトーンが変更され、シート色もブラウンで統一。LEDヘッドランプを「G」と「Gターボ」に標準装備、「X」にメーカーオプション設定された。トールカスタムではヘッドランプ・アルミホイール・リアコンビネーションランプが新意匠に変更され、アクセントカラーのトーンやシート表皮の色味も変更された。
  - 機能・装備においては、4代目タントに採用された降車の際インパネに設置されたスイッチを押すことで、車両に戻る際にパワースライドドアの自動オープンを予約することが可能なウェルカムオープン機能と2代目タフトに採用されたウェルカムドアロック解除を「X」を除く全グレードに標準装備した。
  - カスタムには、メーカーオプションの「スタイルパック」とディーラーオプションの「プレミアムエアロパック」を組み合わせた「アナザースタイルパッケージ（プレミアム）」が新設定された。
  - また、今回のマイナーチェンジにより、WLTCモードによる燃料消費率並びに排出ガスに対応し、「X」・「G」・「カスタムG」は「平成30年排出ガス基準50%低減レベル（☆☆☆☆）」認定を、「Gターボ」と「カスタムGターボ」は「同25%低減レベル（☆☆☆）」認定をそれぞれ取得した。
- 2021年6月7日 - 福祉車両「フレンドシップシリーズ」の新ラインナップとして、乗降シート車「シートリフト」が設定され、同日より発売された[6]。
  - 発売前までは軽自動車のみの展開だった「フレンドシップシリーズ」において初代ブーンに設定されていた「フロントシートリフト」販売終了時以来の小型乗用車モデルとなる[注 10]。
  - 専用装備として電動前後スライドとシートリクライニングを備えた助手席シートリフト（折り畳み式フットレスト/アームレスト（右側）付）が装備され、一緒に装備されているワイヤレスリモコン（又はシート乗降スイッチ）で操作が可能。ガードマット付きの車いす固定装置（車いす固定ベルト）も装備される。
  - NA車のみとなり、「X」と「G」の2グレードが設定される。
- 2022年9月1日 - 一部改良。
  - 排ガス規制やフロン排出抑制法、タイヤ取り付け法規に対応するほか、エアバッグのコーションラベル（注意・警告シール）を変更。メーカーオプション「コンフォートパッケージ」にナノイーXが追加されたほか、従来型に設定されていた「ブリリアントカッパークリスタルマイカ」および「ブラックマイカ×ブリリアントカッパークリスタルマイカ（2トーン）」のボディカラーが廃止され全10色となるなど、一部装備見直しを実施。
  - また、この一部改良でオイルフィルターの種類がエレメント交換タイプからカートリッジ交換タイプに変更された。
- 2023年12月20日（補足）
  - 同社のその後の不正問題の調査で対象がこれまで判明していた6車種からほぼ全ての車種に拡大することが明らかとなり、国内外の全ての車種の出荷が停止された[7]。トールについては、搭載する1KR-FEエンジンの認証試験で不正があったことが公表されている[8]。
- 2024年
  - 4月19日 - 生産再開。
  - 12月9日 - 一部仕様変更。また、メーカー希望小売価格も改定が行われた。

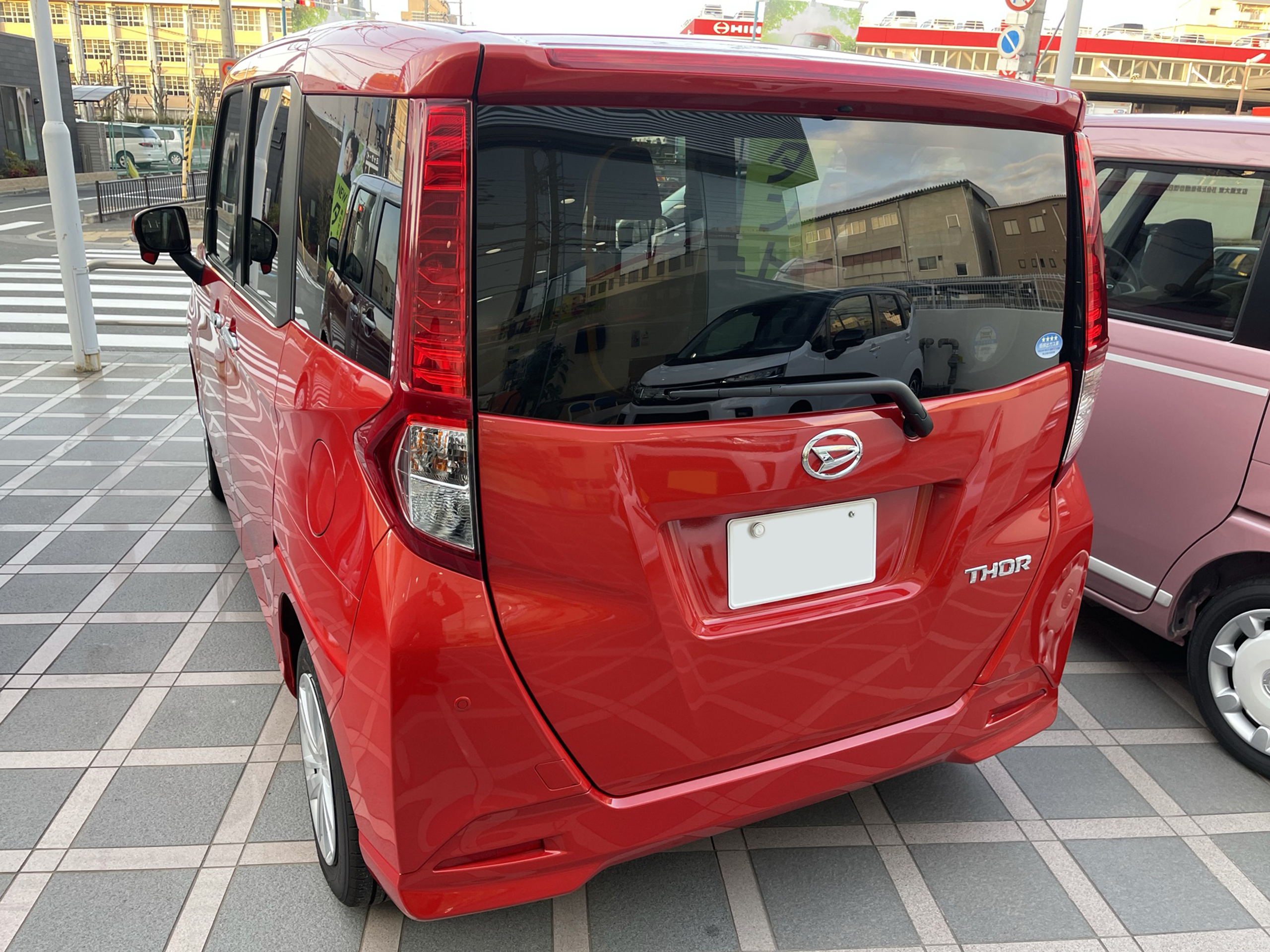
2020年9月改良型 G リア
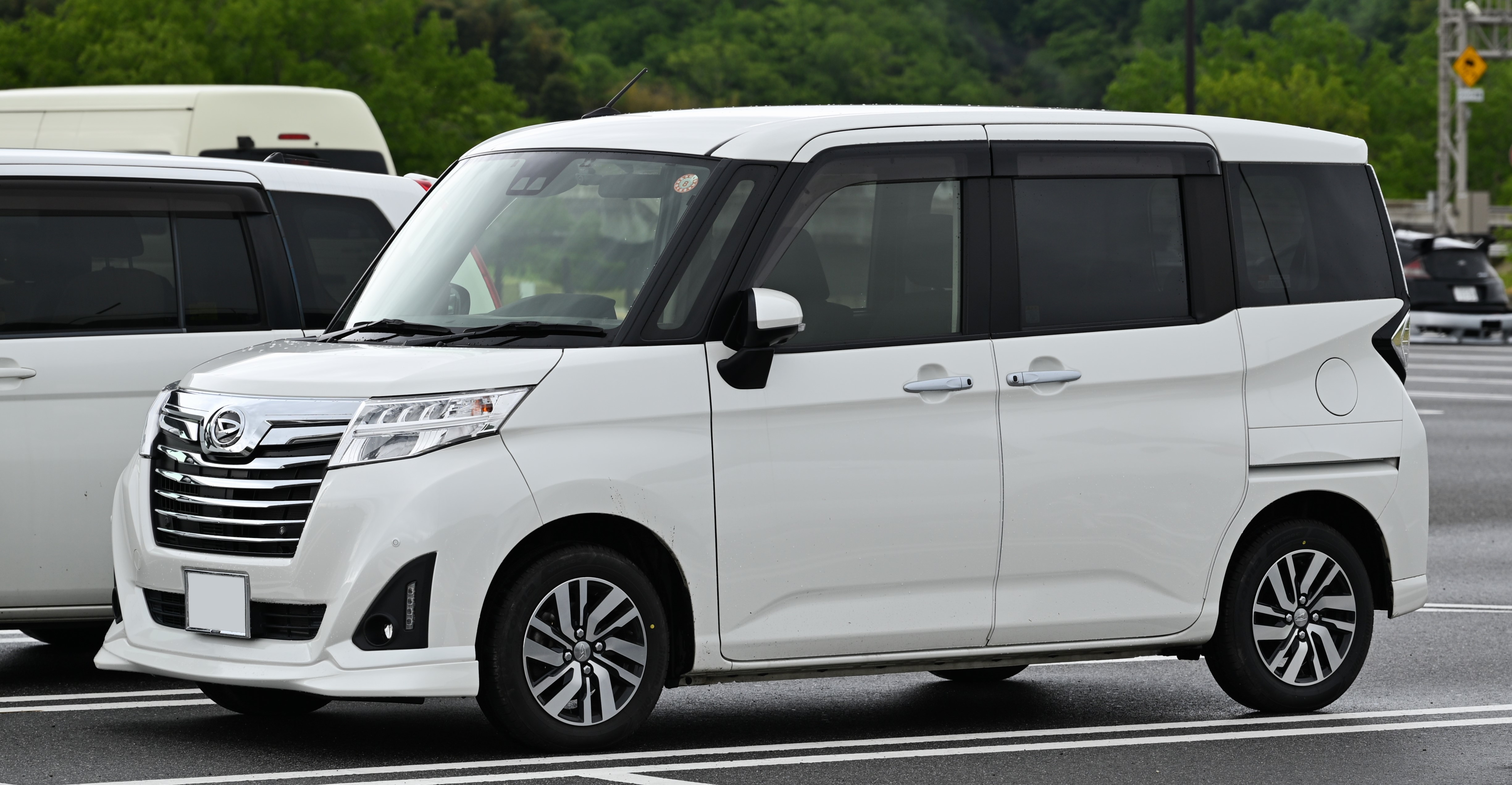
2016年11月販売型 カスタムG フロント
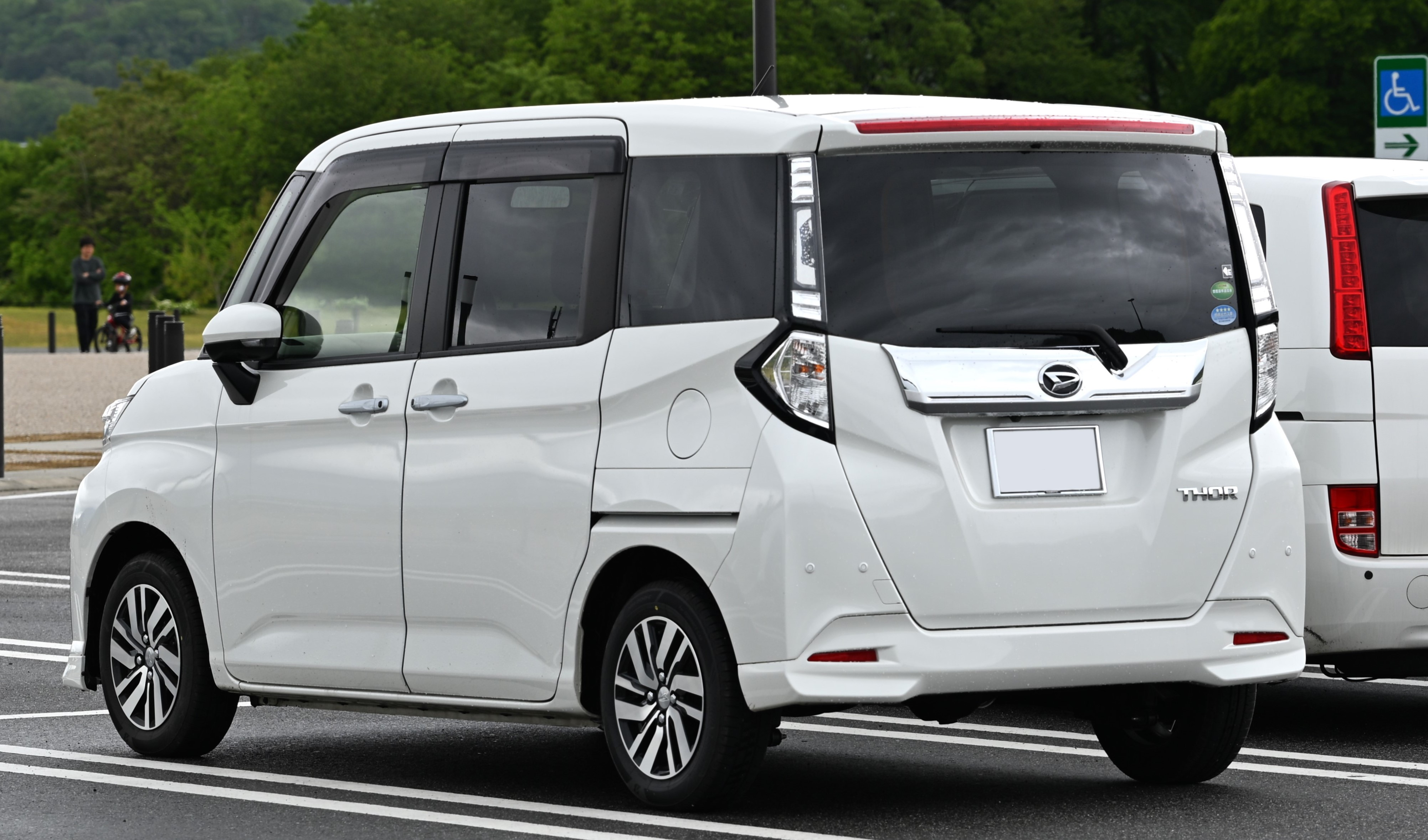
2016年11月販売型 カスタムG リア
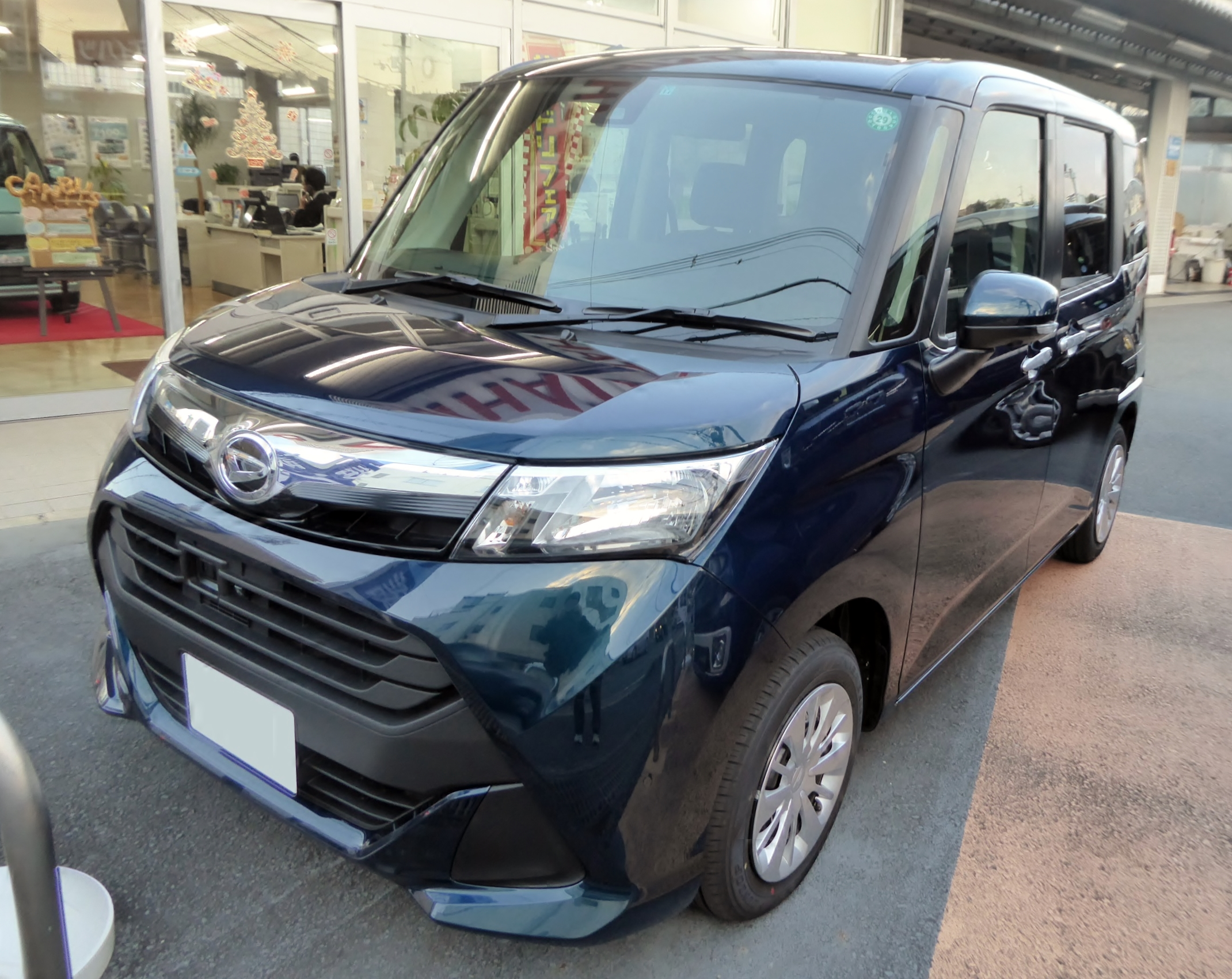
2016年11月販売型 G"SA II" フロント
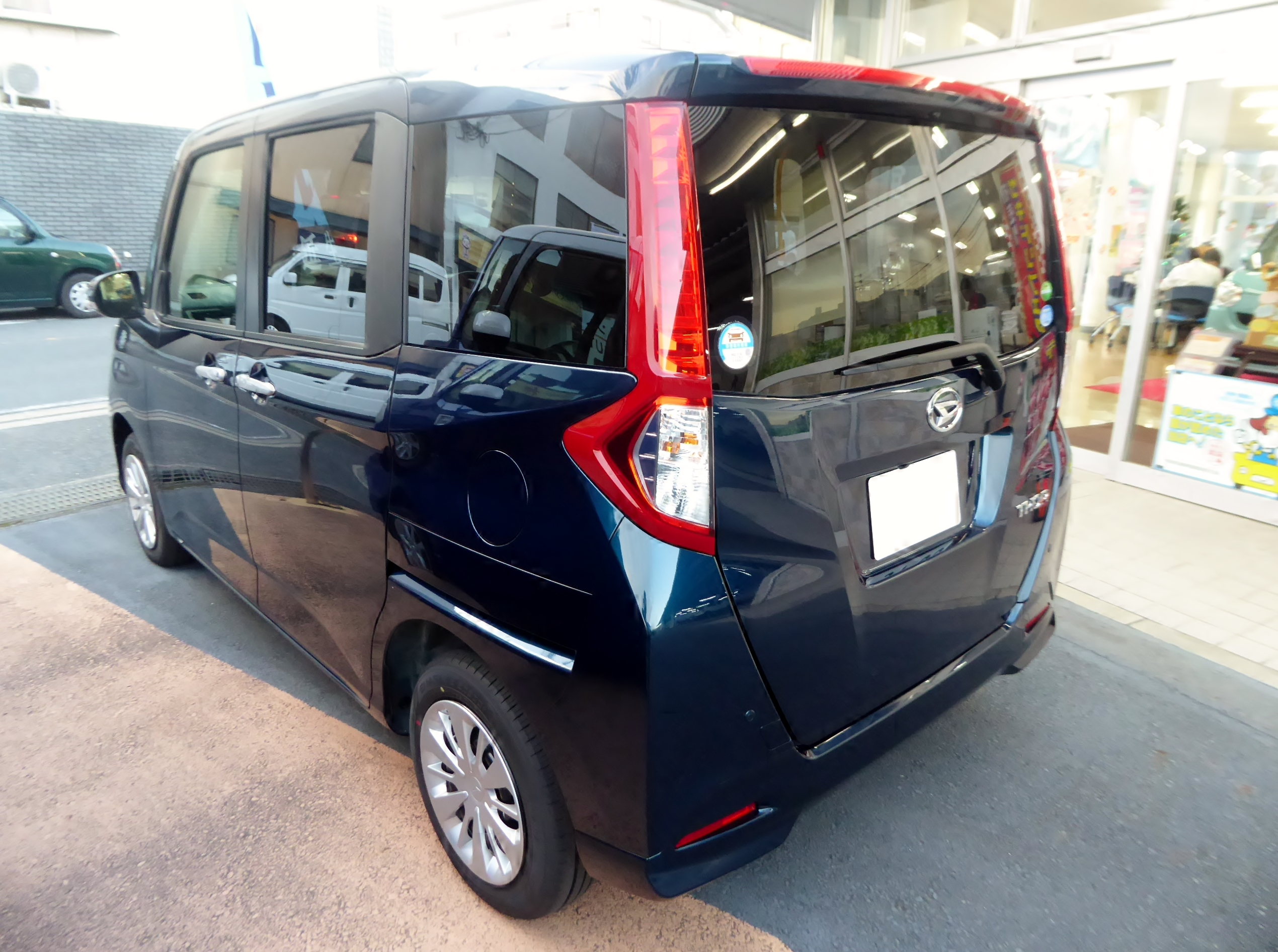
2016年11月販売型 G"SA II" リア

## 車名の由来
北欧神話の雷神"THOR"から。"THOR"の意味である「力強く頼りがいがある相棒」に加え、同じ発音で"背が高い"を意味する"TALL"を重ねている。